# Život je lep
Život je lep (Живот је леп, en serbocroat, "La vida és bella") és una pel·lícula iugoslava en serbi del 1985. Va ser dirigid per Boro Drašković en un guió basat en una narració d'Aleksandar Tišma.

## Contingut
Un tren s'atura de sobte a la via i no continua. Poc després, els passatgers, entre ells diversos músics, van a un petit pub proper, on es refugien i inicialment fan música, mengen i s'emborratxen. Tanmateix, ràpidament s'adonen que aquí no són benvinguts i que els diferents personatges no s'harmonitzen entre ells. La cançó assajada pels músics amb la tornada Život je lep (La vida és bella) aviat es converteix en una farsa grotesca.

## Repartiment
- Rade Šerbedžija - Vito
- Dragan Nikolić - Gara
- Sonja Savić - Singer
- Pavle Vuisić - Kruscic
- Ljubiša Samardžić - Valentino
- Predrag Laković - Masinovodja
- Ivan Bekjarev - Guitarist
- Tihomir Pleskonjić - Trumpeter
- Milan Puzić - Gospodin
- Milan Erak - Chauffeur
- Stevan Gardinovački - Koljac peradi
- Snežana Savić - Konobarica
- Bata Živojinović - Visoko pozicionirani drug

## Recepció crítica
| «                                   | Amarga al·legoria de la societat iugoslava sovint dividida, que reflecteix les condicions socials i polítiques dels anys vuitanta. | » |
| — Lexikon des internationalen Films | |   |